# Lamprosema clausalis
Lamprosema clausalis là một loài bướm đêm trong họ Crambidae.